# هوراشيو غيتس

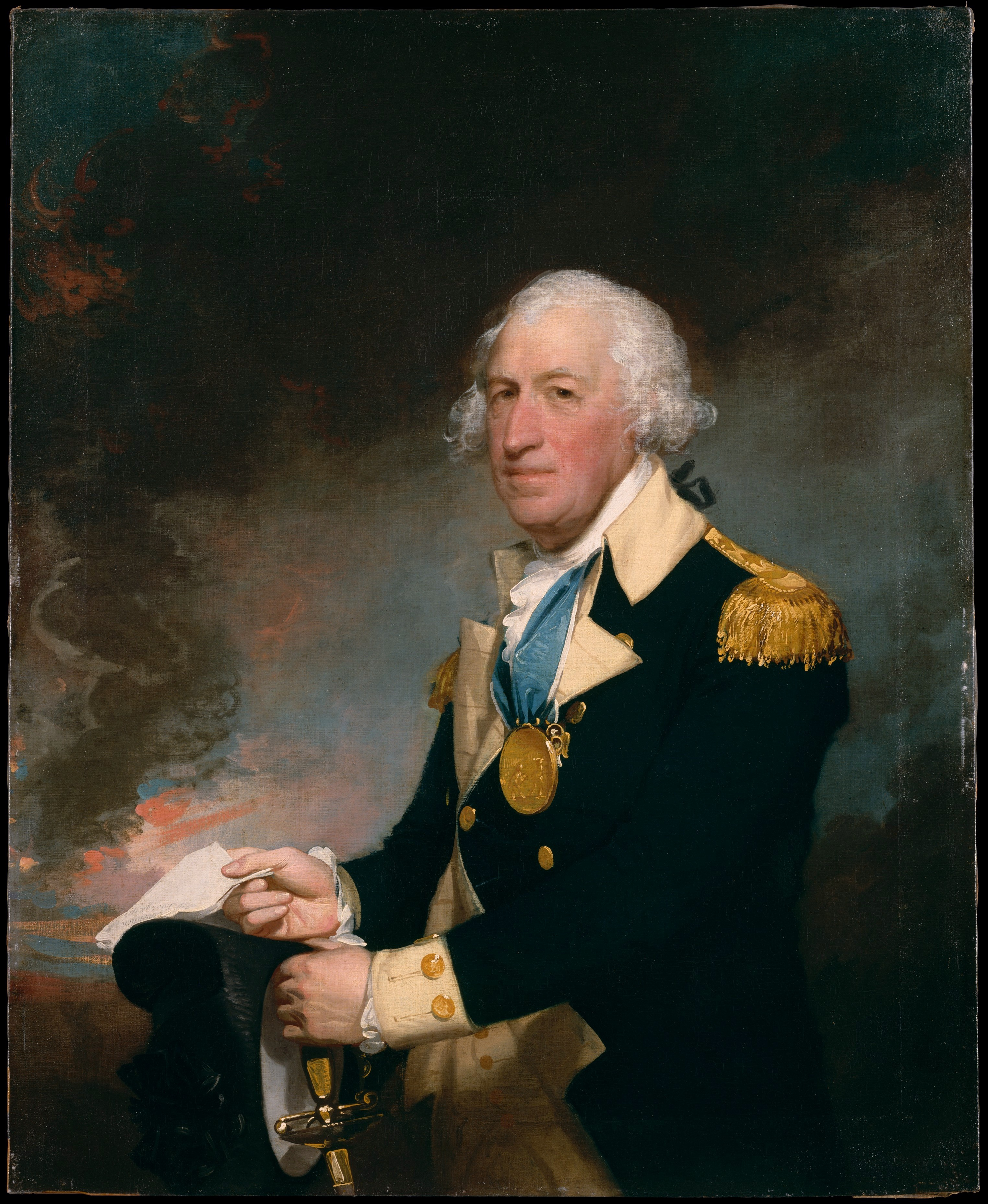
غيتس بريشة ستوارت غيلبرت عوالي العام 1793 - 94

هوراشيو غيتس (بالإنجليزية: Horatio Gates) هو جنرال أمريكي (1728 – 10 أبريل 1806) قاتل في حرب الاستقلال الأمريكية.

## بدايات حياته
ولد عام 1728 في مالدون في إسكس، إنجلترا ودخل الجيش الإنكليزي في سن مبكرة ترقى بسرعة، ورافق الجنرال إدوارد برادوك في حملته الفاشلة على حصن دوكيزن عام 1755 وأصيب بجرح بالغ في المعركة التي جرت عام 9 يوليو، وكذلك فقد خدم في حرب السنوات السبع، وبعد سلام عام 1763 اشترى أملاكا في فرجينيا.

## سنوات الحرب
بقي غيتس في فرجينيا حتى اندلاع حرب الاستقلال عام 1775 وعينه الكونغرس رئيس إدارة الجيش. وفي عام 1776 عين قائدا للجيوش التي تراجعت من كندا، وفي أغسطس 1777 وبعد خطط ناجحة استطاع أن يحل محل الجنرال فيليب سكايلر في قيادة القسم الشمالي، وتمكن من هزيمة الجنرال بورغوين في معركتي ساراتوغا وأجبره على الاستسلام بكامل جيشه في 17 أكتوبر، وكان هذا النجاح بفضل مناورات سكايلر السابقة ولضباط غيتس.
كانت هناك مناقشات في كونواي كابال يهدف منها إلى إن يحل محل واشنطن ولكنها فشلت، ولكن غيتس أصبح رئيسا على مجلس الحرب، وفي عام 1780 أصبح القائد العام في الجنوب وتلقى هزيمة قاسية على يد الجنرال كورنواليس في معركة كامدن في كارولينا الجنوبية يوم 16 أغسطس 1780، وفي ديسمبر من تلك السنة حل محله القائد ناثانيال غرين، وقدم للتحقيق ولكن أطلق سراحه عام 1782.

## سنواته الأخيرة
تقاعد غيتس في أرضه في فرجينيا، ثم انتقل على نيويورك عام 1790 بعد تحرير عبيده وتامين المساعدة لمن احتاجها منهم، ومات في نيويورك في 10 أبريل 1806.

## روابط خارجية
- هوراشيو غيتس على موقع الموسوعة البريطانية (الإنجليزية)
- هوراشيو غيتس على موقع إن إن دي بي (الإنجليزية)